# Corruption
Corruption (engl. „Korruption“) ist ein politischer Porno-Thriller.
Die Produktion des Films kostete mehr als 150.000 US-Dollar; damit zählt Corruption zu den teureren Produktionen der Branche. Bryn Pryor wird in den Sexszenen von Chris Cannon gedoubelt.

## Inhalt
Der Film wird mit einem Zitat von Caligula eröffnet. David Walker Helms ist Kaliforniens erster republikanischer Senator seit langer Zeit und eine einflussreiche öffentliche Figur sowie der kommende Star seiner Partei. Helms hat Ambitionen auf das Weiße Haus, welche jedoch durch einen Machtkampf zwischen seiner machthungrigen Frau Catherine (Kylie Ireland) und seiner Sexsklavin Natasha (Hillary Scott) bedroht sind.

## Auszeichnungen
- 2007: AVN Award: Best Video Feature
- 2007: AVN Award: Best Actress Video (Hillary Scott)
- 2007: AVN Award: Best Director Video (Eli Cross)
- 2007: AVN Award: Best Solo Sex Scene (Alana Evans)
- 2007: AVN Award: Best Non-Sex Performance (Bryn Pryor)
- 2007: AVN Award: Best Screenplay – Video (Alvin Edwards & Eli Cross)
- 2007: AVN Award: Best Editing – Video (Robin Dyer & Mark Logan)